# Église Saint-Saturnin de Montauriol
Pour les articles homonymes, voir église Saint-Saturnin.
L'église Saint-Saturnin de Montauriol est une église de style préroman et roman située à Montauriol, dans le département français des Pyrénées-Orientales et la région Languedoc-Roussillon.

## Situation
| \| Église Saint-Saturnin de Montauriol \| Situation par rapport aux sites préromans des Pyrénées-Orientales. |
| Église Saint-Saturnin de Montauriol                                                                          |

## Historique
Le bâtiment est construit au Xe siècle puis remanié à l'époque romane. Il est classé monument historique en 1984.

### Fiches du Ministère de la Culture
- « Église Saint-Saturnin », notice no PA00104049, sur la plateforme ouverte du patrimoine, base Mérimée, ministère français de la Culture
- « Vantaux, penture », notice no PM66000512, sur la plateforme ouverte du patrimoine, base Palissy, ministère français de la Culture
- « Retable », notice no PM66000511, sur la plateforme ouverte du patrimoine, base Palissy, ministère français de la Culture